# Кобернюк Василь Іванович
Васи́ль Іва́нович Коберню́к (Псевдо: «Рекрут»; 11 жовтня 1983, Ізяслав, Україна — 24 липня 2014, Первомайськ, Україна) — сержант 140-го центру спеціального призначення в/ч А 0661 Збройних сил України.

## Життєпис
Народився 1983 року в місті Ізяслав. Закінчив школу в Ізяславі, 2002 року призваний на строкову службу, в жовтні 2003 року перейшов служити за контрактом до в/ч А 0553 (Хмельницький). 2010 року перейшов служити до Замкової виправної колонії № 58 в Ізяславі — молодший інспектор відділу охорони, був гравцем ізяславського ФК «Горинь». Навесні 2014 року добровольцем пішов до війська. 1 липня підписав контракт, зарахований до 140 центру спеціального призначення в Хмельницькому, розвідник-снайпер. З початку липня на фронті.
Загинув разом з трьома побратимами 24 липня в Первомайську — Андрієм Чабаном, Володимиром Черкасовим та Тарасом Якимчуком. Під час патрулювання українські вояки потрапили в засідку диверсійного загону ворога. Підрозділ Кобернюка забезпечував прикриття іншій розвідувальній групі.
Похований на цвинтарі в Старому місті, поряд з церквою Успіння Пресвятої Богородиці, з державними почестями під залп салюту та гімн України.
Без Василя лишилася мама.

## Нагороди та вшанування
- Орден «За мужність» III ступеня (8 серпня 2014, посмертно) — за особисту мужність і героїзм, виявлені у захисті державного суверенітету та територіальної цілісності України (посмертно)[2]
- Почесний громадянин Ізяславського району (Рішення 13-ї сесії Ізяславської районної ради сьомого скликання від 23 лютого 2018 року)